# 鎌ヶ岳
鎌ヶ岳（かまがたけ）は、三重県三重郡菰野町と滋賀県甲賀市にまたがる鈴鹿山脈南部の標高1,161mの山。鈴鹿国定公園内にあり、関西百名山 及び鈴鹿セブンマウンテン のひとつに選定されている。

## 概要
山全体が花崗岩からなり、一部斜面では風化が進んでいる。鈴鹿山脈で最もアルペン的な山容 の飛騨山脈の槍ヶ岳に似た鋭く尖った山容で、南側の水沢岳へと続く痩せ尾根は、鎌尾根と呼ばれている。「鈴鹿の槍ヶ岳やマッターホルン」と呼ばれることもある。三重県側の濃尾平野からや御在所ロープウェイからも、その三角錐の山容が望める。北側と南側からは均整のとれた三角形の山容で、東の一角から均整が崩れて湾曲した形に見えることが山名の由来とされている。別称が「冠ヶ嶽」。

## 歴史
古くは「冠峰」や「釜嶽」と呼ばれ、和歌や漢詩に詠まれていた。伊藤冠峰（いとうかんぽう、1717年（享保2年）-1787年（天明7年））の号「冠峰」は鎌ヶ岳の山名を意味し、鎌ヶ岳の鋭峰を詠んだ漢詩の石碑が御在所岳の山頂に建立されている。俳人の山口誓子が鎌ヶ岳を俳句に詠んで、その石碑が1961年（昭和36年）8月13日に御在所岳の山頂に建立された。
- 1963年（昭和38年）1月11日 - 「鎌ヶ岳ブナ原始林」が、三重県の天然記念物の指定を受けた[8][9]。
- 1964年（昭和39年） - 近畿日本鉄道が中心となり、鈴鹿セブンマウンテンの登山大会が、始まった[3]。
- 1968年（昭和43年）7月22日 - 山域が鈴鹿国定公園に指定された。
- 1972年（昭和47年） -  鈴鹿スカイラインが開通し、武平トンネル登山口からの最短ルートの登頂が可能になった。
- 2008年（平成20年）9月8日 - 9日の豪雨により、国道477号の鈴鹿スカイライン[10] は大規模に崩落し通行止めとなり、武平トンネル駐車場からの登山が困難になった。
- 2010年（平成22年）7月16日 - 国道477号の滋賀県側の武平峠までの区間が通行可能となった[11]。

## 環境
ニホンカモシカが周辺の鈴鹿山脈の山域に生息、国の特別天然記念物の指定を受けている。北東斜面にはブナの天然林があり、「鎌ヶ岳ブナ原始林」が県の天然記念物の指定を受けている。山頂付近では、アカヤシオやシロヤシオ、ミツバツツジなどが多く見られ、山腹や谷筋ではシャクナゲ、山桜、イナモリソウ、イワカガミ、ショウジョウバカマ、バイカオウレン、ダイモンジソウなどが見られる。一部では、イワウチワ、イワザクラなども見られる。日本海側多雪型の植物のオオカニコウモリ、ハイイヌガヤ、ヒメモチなども分布している。

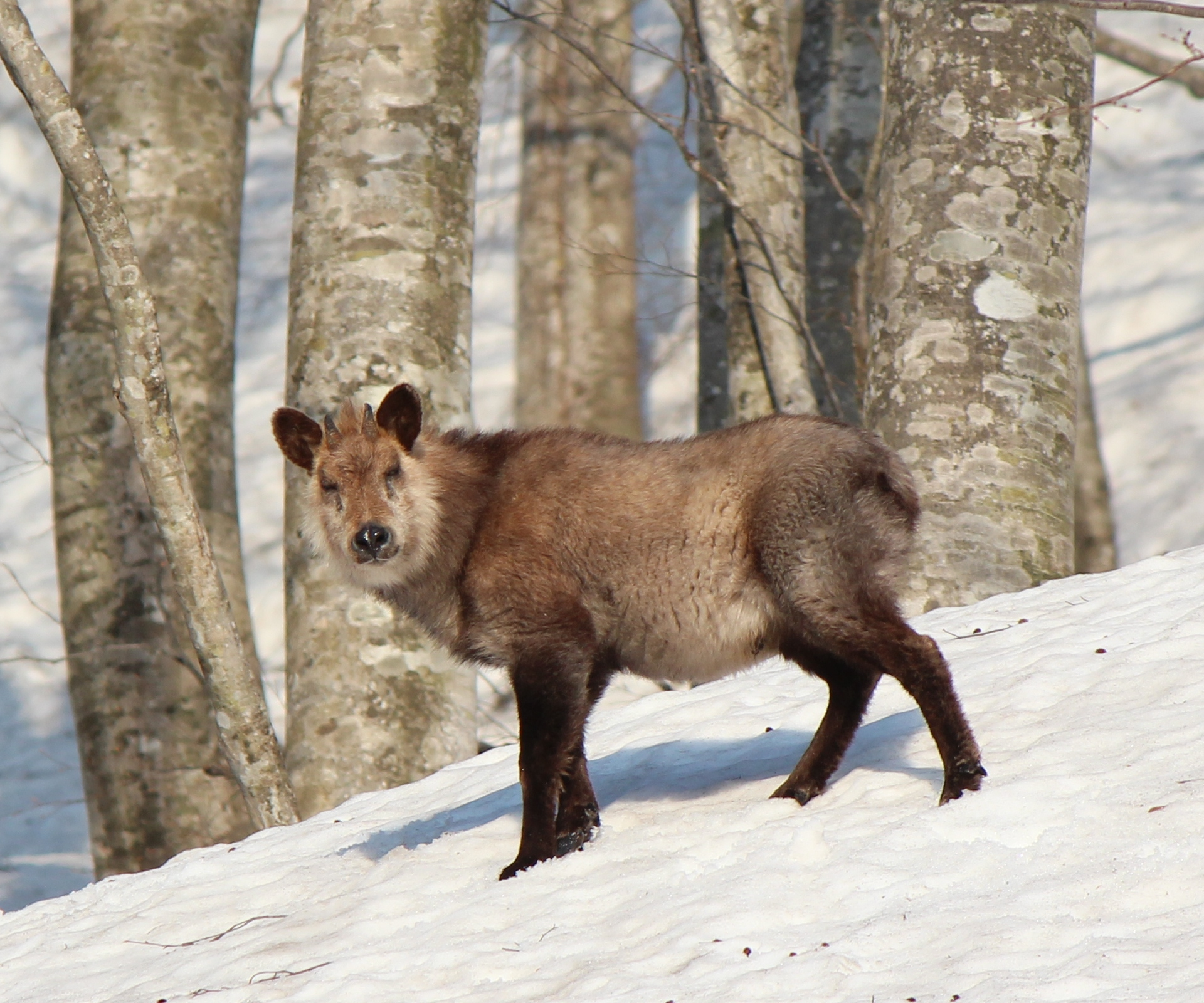
ニホンカモシカ
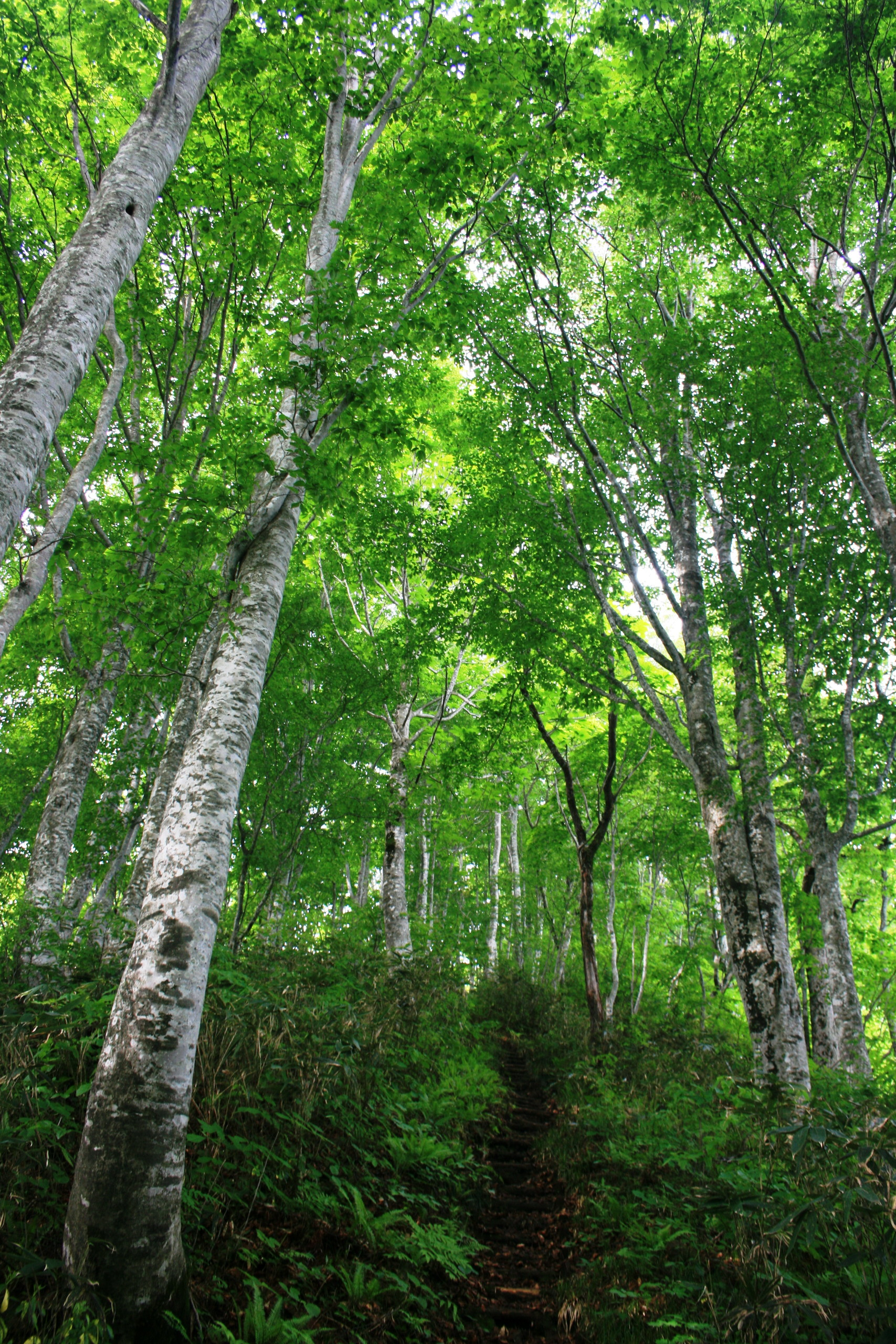
ブナ
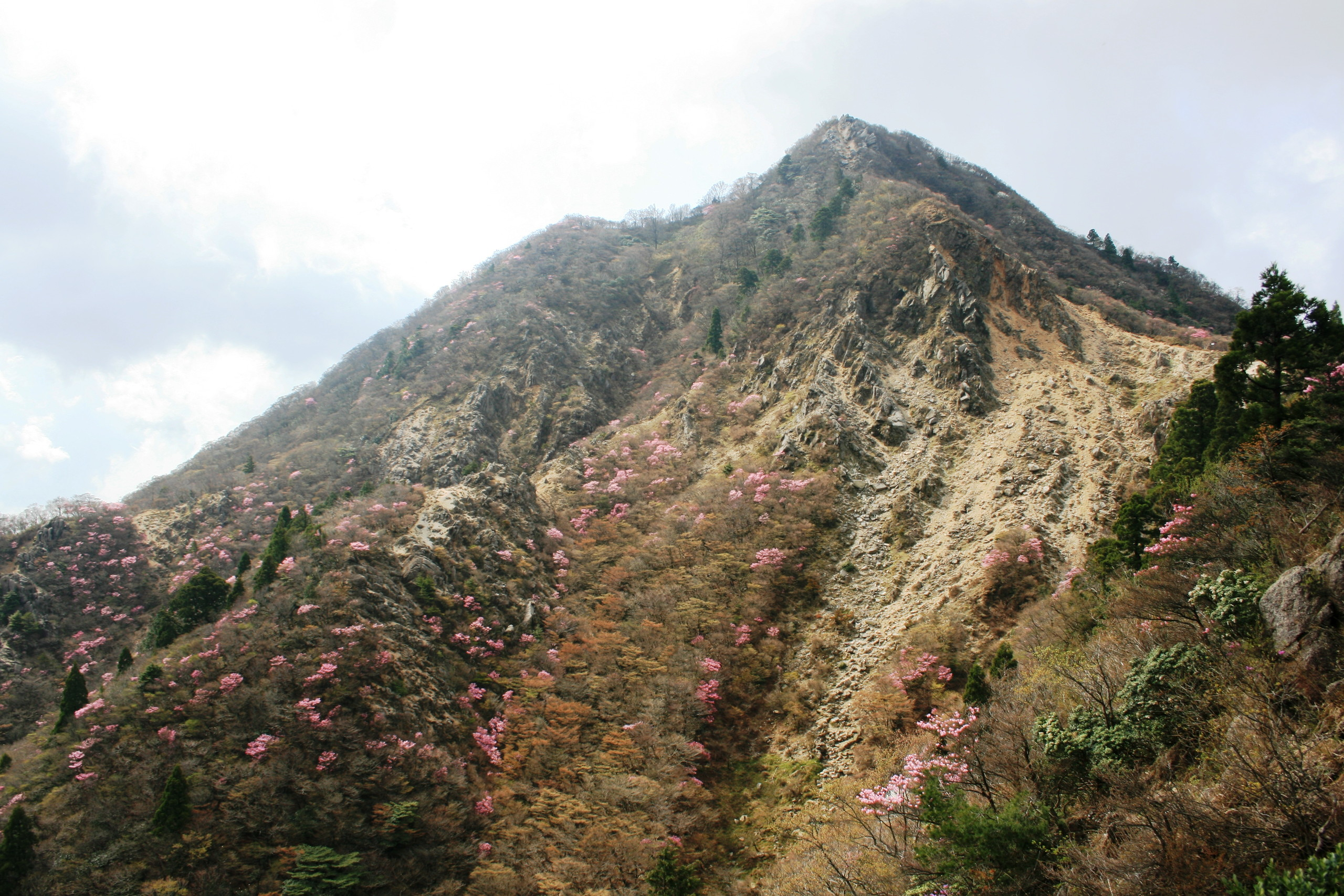
春に山上を彩るアカヤシオの花
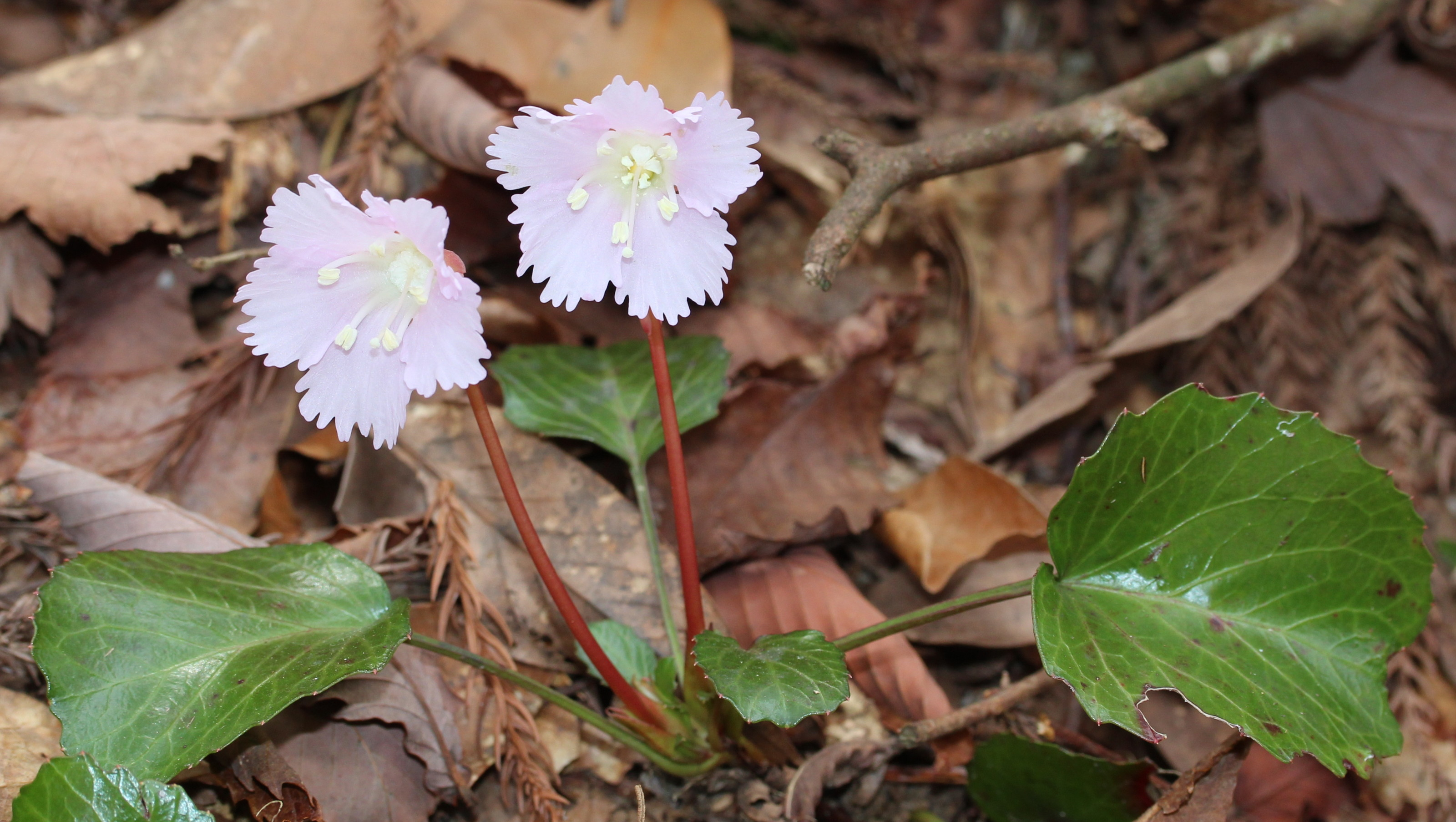
イワウチワ

## 登山

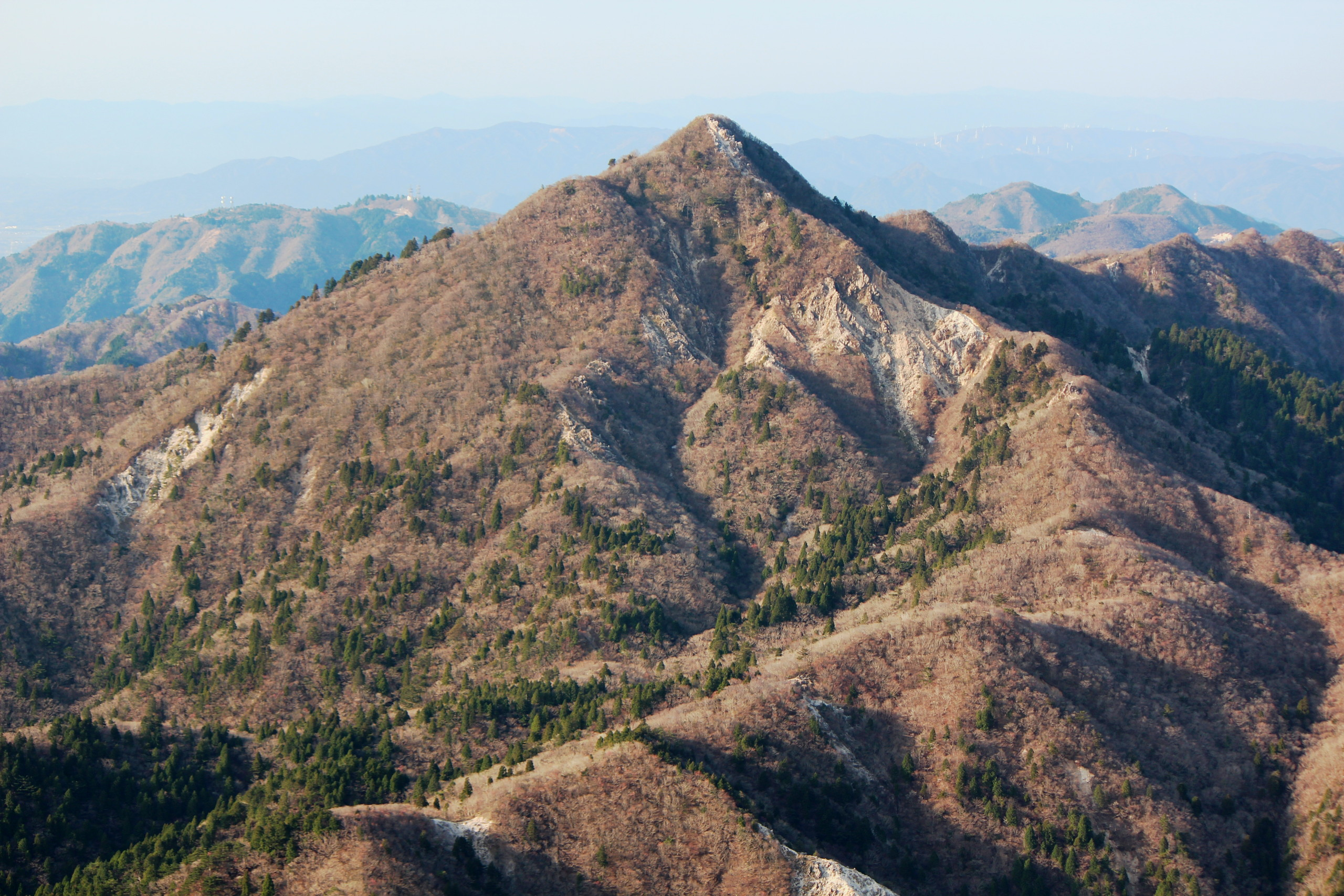
御在所岳から望む鎌ヶ岳

伊勢菰野藩の第10代藩主土方雄興が、「冠嶽記」の紀行文を残している。

### 登山ルート
多くの登山道が開設されている。最短ルートは、武平峠からの鈴鹿山脈の主稜線のルートで、花崗岩の登山道は風化が進み溝状となっている箇所があり、山頂直下北側に急な岩場には鎖が設置されており、山頂直下の西側に新たに巻道となる迂回路が開設された。利用者が少ない、バリエーションルートもある。
- 鈴鹿山脈縦走路　国見岳 - 国見峠 - 御在所岳 - 武平峠 - 鎌ヶ岳 - 岳峠 - 水沢岳 -
- 武平峠　湯の山温泉 - 御在所山ノ家 - 御在所岳表道分岐（覚明行者修行跡） - 武平峠 - 赤ガレ - 鎌ヶ岳[17][18]
- 三ツ口谷　湯の山温泉 - 御在所山ノ家 - 三ツ口谷出合 - （大滝）[注釈 1] - 武平峠出合 - 鎌ヶ岳[18][19]
- 長石尾根　湯の山温泉 - 長石谷登山口 - 長石尾根 - 鎌ヶ岳
- 長石谷　湯の山温泉 - 長石谷登山口 - 犬星ノ滝 - 岳峠 - 鎌ヶ岳[14]
- 馬の背尾根　湯の山温泉 - 三岳寺 - 馬の背尾根 - 雲母峰分岐 - カズラ谷分岐 - 岳峠 - 鎌ヶ岳
- 雲母峰（きららみね）からの稜線ルート　雲母峰 - 馬の背尾根分岐 - カズラ谷分岐 - 岳峠 - 鎌ヶ岳
- カズラ谷　宮妻峡ヒュッテ - カズラ谷 - 岳峠 - 鎌ヶ岳[19][20]
- 松尾川沿い（滋賀県側）

### 周辺の山小屋
鎌ヶ岳の周辺には以下の山小屋がある。
| 外観                            | 名称               | 所在地                             | 標高 (m) | 鎌ヶ岳からの 方角と距離 (km) | 収容 人数 | 備考       |
| ------------------------------- | ------------------ | ---------------------------------- | -------- | ---------------------------- | --------- | ---------- |
| 藤内小屋、2009年12月14日撮影    | 藤内小屋           | 北谷と国見尾根との分岐             | 665      | 北北東 2.8                   | 20        | [ 注釈 2 ] |
| 日向小屋、2019年7月15日撮影     | 日向小屋           | 御在所岳裏登山道                   | 500      | 北東 2.8                     | 20        |            |
| 御在所山の家、2020年7月16日撮影 | 御在所山の家       | 御在所岳の一ノ谷新道と中道との分岐 | 600      | 北東 1.9                     | 10        | 1943年開業 |
|                                 | 市営宮妻峡ヒュッテ | 宮妻峡                             | 330      | 南東 2.4                     | 46        | 四日市市営 |

## 地理

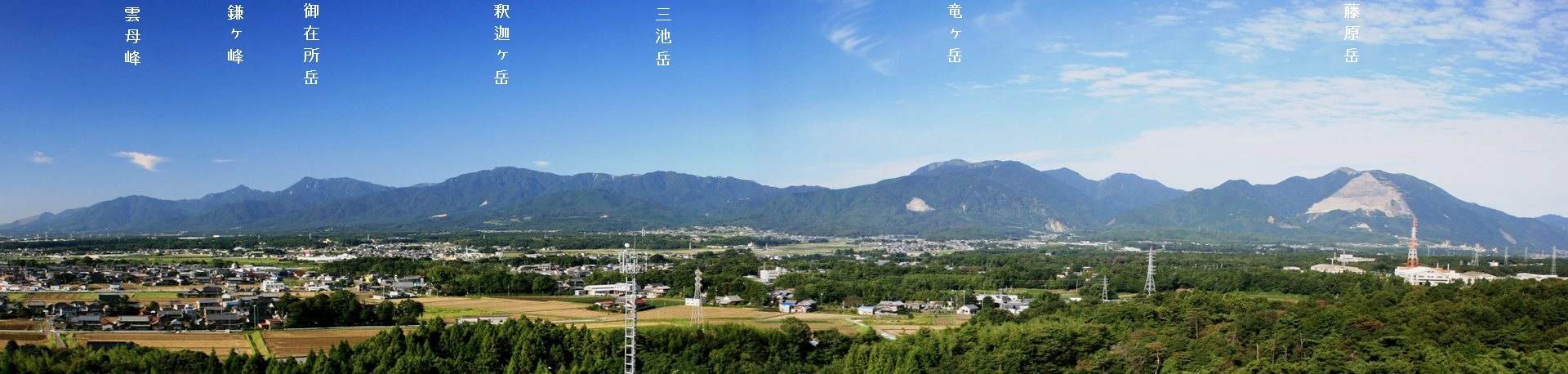
三重県側のいなべ市から望む鈴鹿山脈

### 周辺の山
鈴鹿山脈南部に位置する。稜線の北側には御在所岳があり、南側に水沢岳がある。山頂から北東に長石尾根が延びる。山頂のすぐ南側のピークから雲母峰へと東に尾根が延びる。
| 山容                                     | 名称              | 標高 (m) | 三角点等級 基準点名             | 鎌ヶ岳からの 方角と距離(km) | 備考                          |
| ---------------------------------------- | ----------------- | -------- | ------------------------------- | --------------------------- | ----------------------------- |
| 鎌ヶ岳から望む雨乞岳（1996年11月3日）    | 雨乞岳            | 1237.71  | 三等 「雨乞岳」                 | 北西 4.0                    |                               |
| 鎌ヶ岳から望む御在所岳（2001年11月19日） | 御在所岳          | 1,212    | （一等）「御在所山」 (1209.41m) | 北 2.1                      | 日本二百名山                  |
| 御在所岳から望む鎌ヶ岳（2009年10月11日） | 鎌ヶ岳            | 1,161    |                                 | 0                           | 関西百名山                    |
| 鎌ヶ岳から望む水沢岳（2010年6月2日）     | 水沢岳 （宮越山） | 1029.28  | 三等 「冠山」                   | 南 1.5                      | すいざわだけ （みやごしやま） |
| 鎌ヶ岳から望む雲母峰（2001年11月19日）   | 雲母峰            | 888.13   | 三等 「吉良々山」               | 東 2.5                      | きららみね                    |
| 鎌ヶ岳から望む入道ヶ岳（2010年6月2日）   | 入道ヶ岳          | 905.58   | 三等 「入道岳」                 | 南東 3.3                    |                               |

### 源流の河川
以下の源流となる河川は、伊勢湾および琵琶湖へと流れる。三ツ口谷には大滝がある。長石谷には犬星ノ大滝がある。
- 三ツ口谷、長石谷　（三滝川の支流）
- 内部川　（鈴鹿川の支流、上流部に宮妻峡がある）
- 松尾川の水量谷、松山谷、ニゴリ谷　（野洲川の支流）[22]

### 周辺の峠
- 武平峠（ぶへいとうげ） -  国道477号（鈴鹿スカイライン）
- 岳峠（だけとうげ） - 鎌ヶ岳と鎌尾根との鞍部
- 水沢峠（すいざわとうげ） - 水沢岳と宮指路岳との鞍部

### 交通・アクセス
- 近畿日本鉄道湯の山線湯の山温泉駅の西南西4.9 kmに位置する[4]。
- 東名阪自動車道の四日市インターチェンジの西11.9 kmに位置する。
- 三重県側の登山口の麓に、湯の山温泉がある。
- 御在所ロープウェイを利用して、御在所岳から武平峠を経由して登頂する例がある。

## 鎌ヶ岳の風景

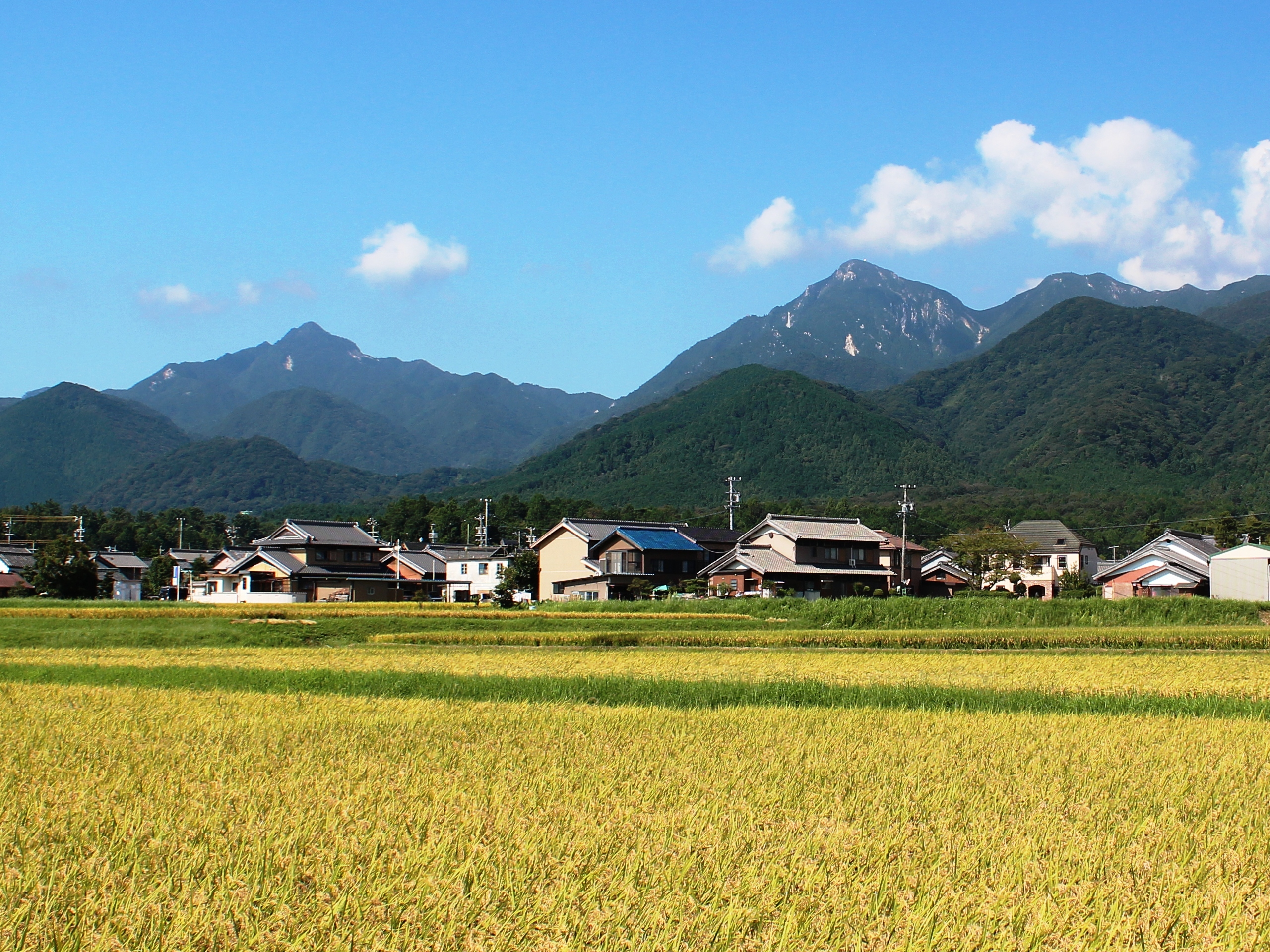
麓の菰野町から望む鎌ヶ岳（左）と御在所岳（右）
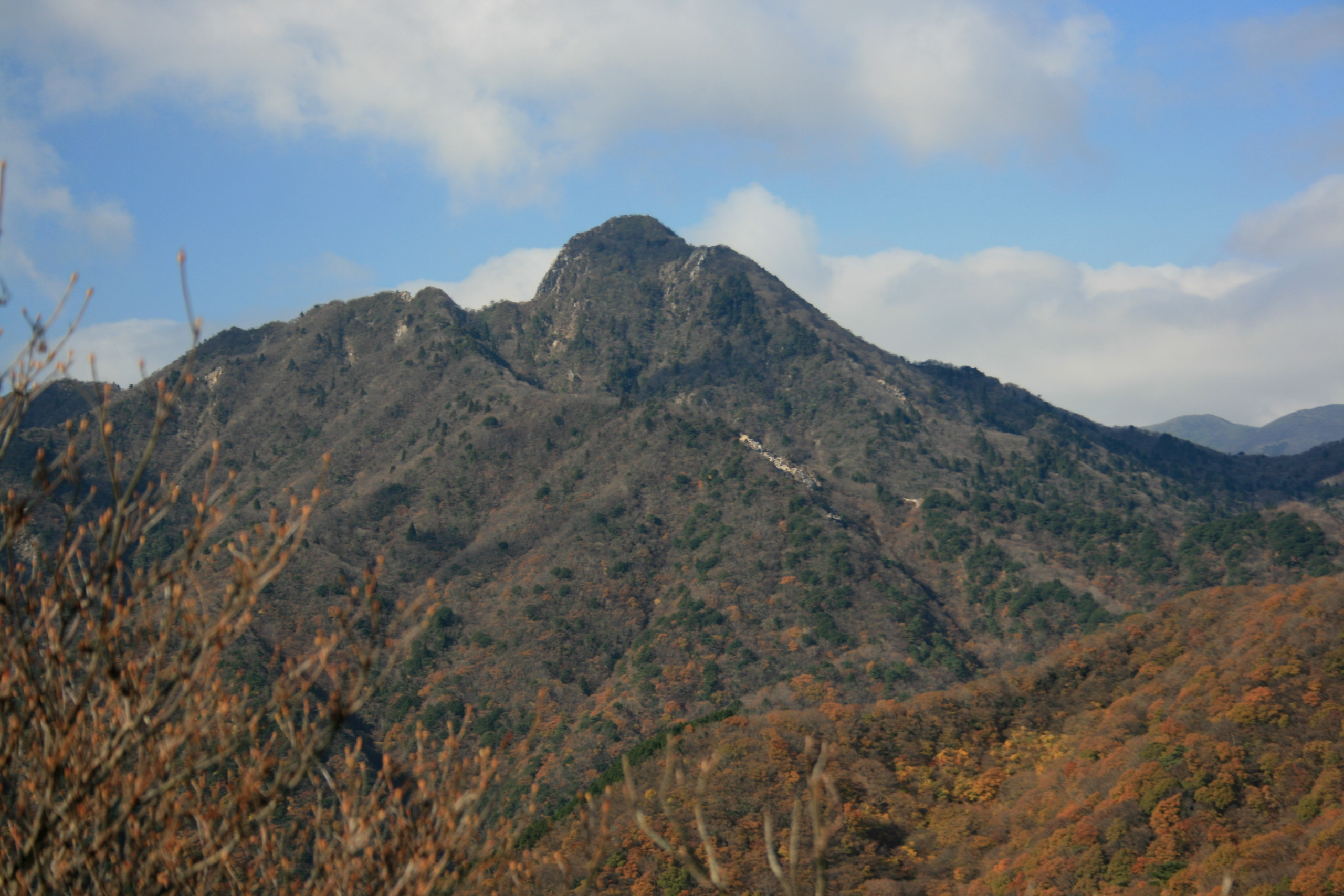
東の雲母峰から望む鎌ヶ岳
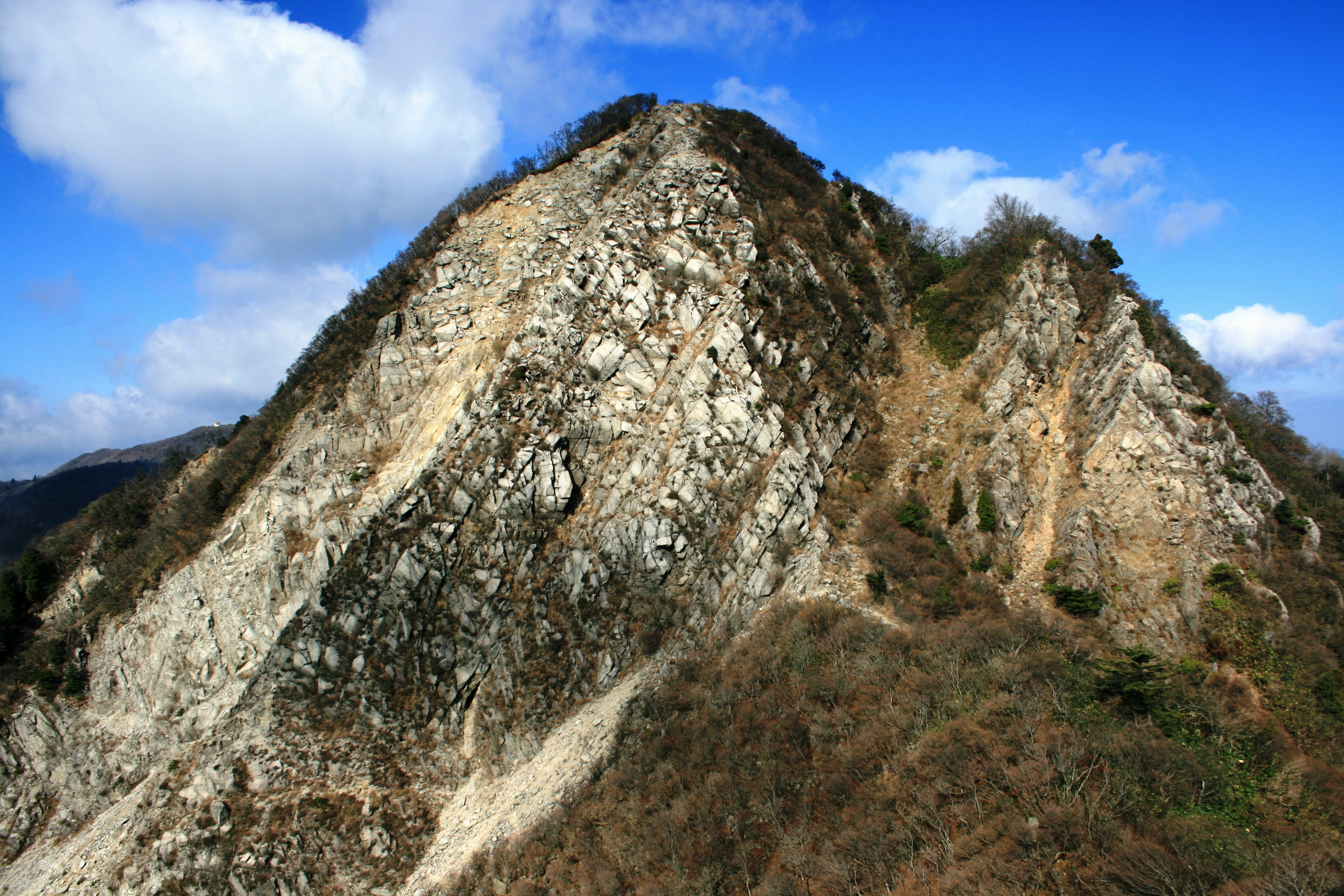
南側から望む山頂部（花崗岩の風化が進んでいる）
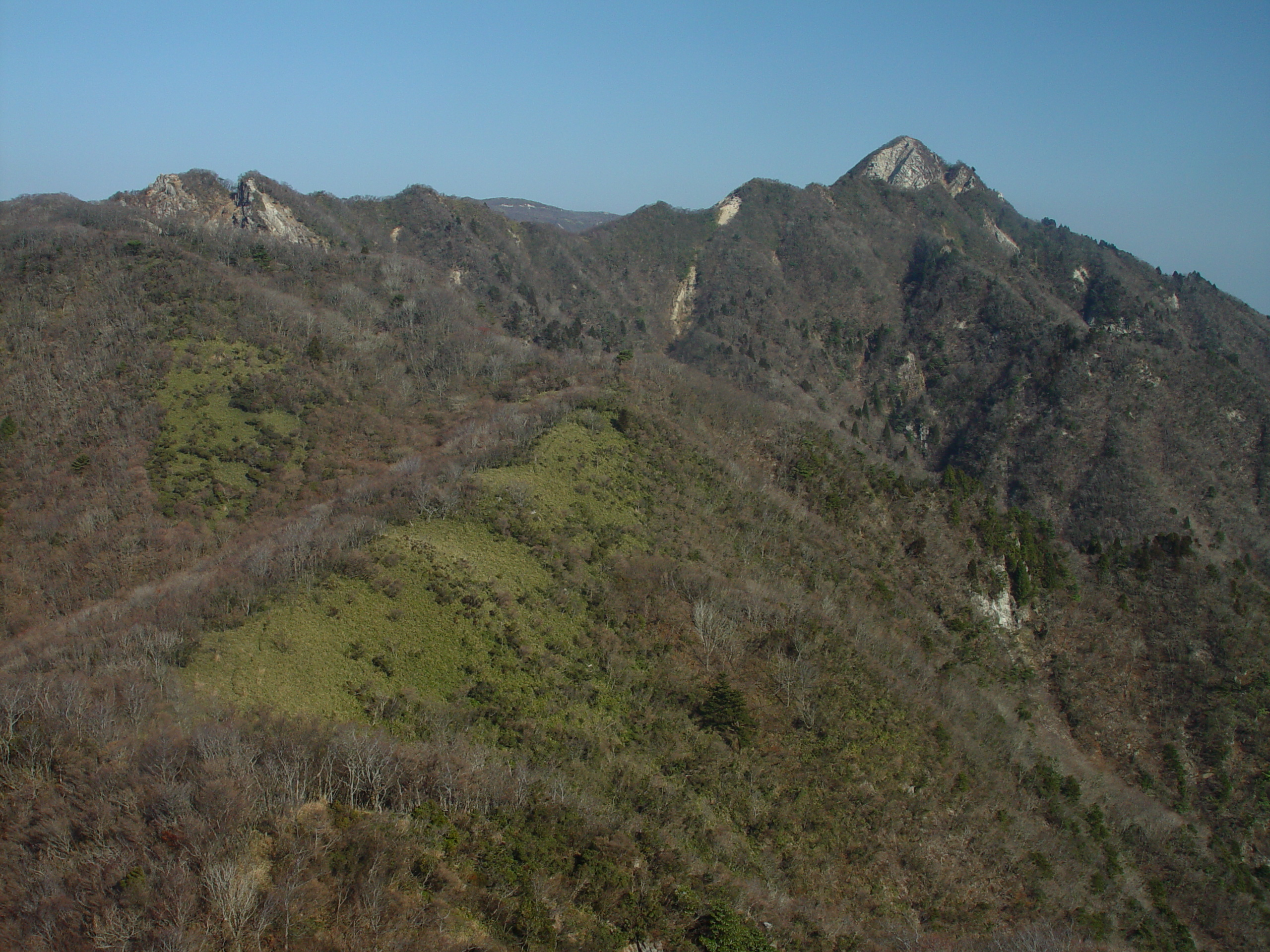
水沢岳方面からの鎌ヶ岳
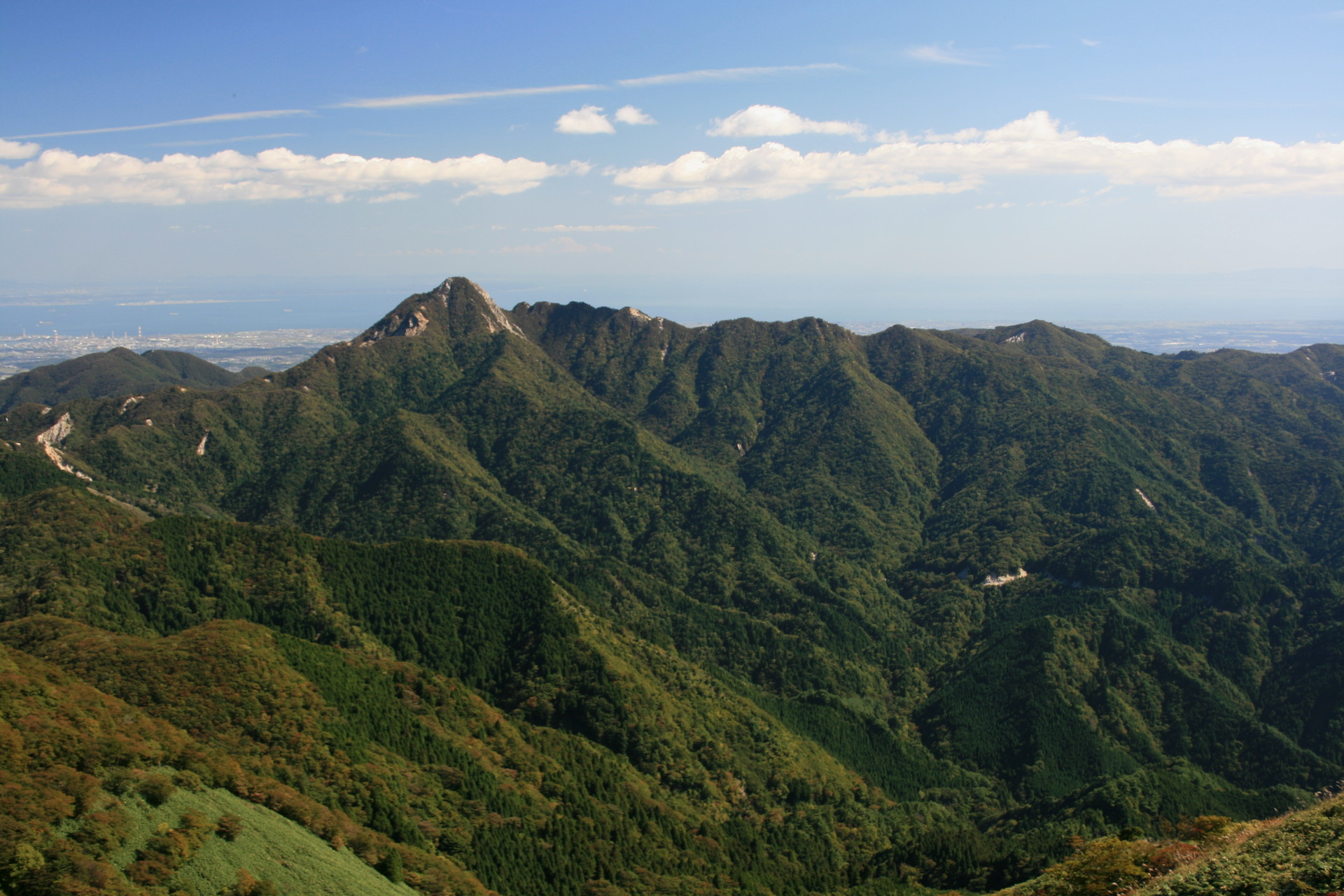
雨乞岳から望む鎌ヶ岳
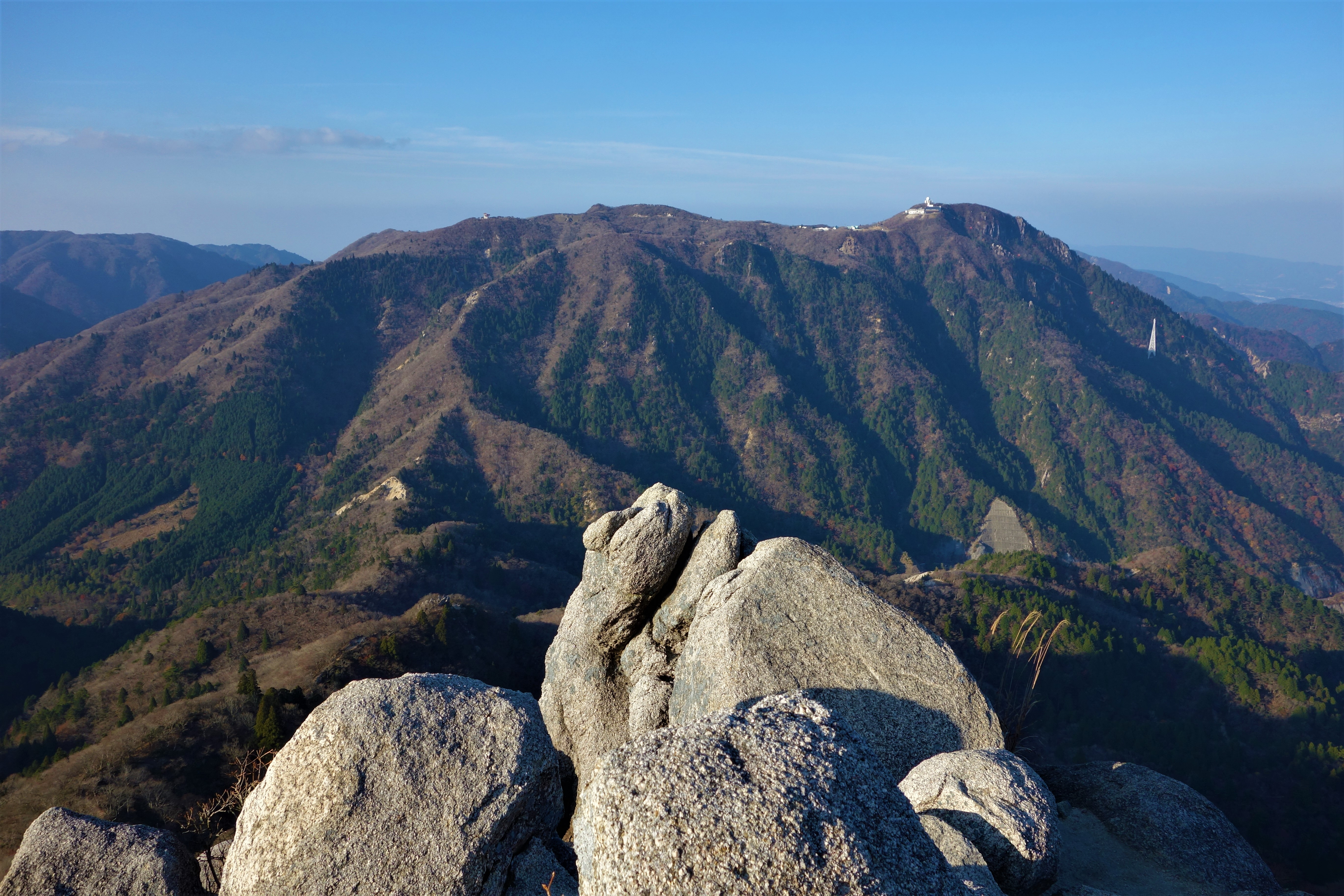
鎌ヶ岳からの御在所岳